# 맷돌호박
맷돌호박 또는 청둥호박은 한식에서 사용하는 늙어서 겉이 굳고 씨가 잘 여문 호박이다. 늙은호박으로도 불린다. 동양계 겨울 호박으로, 봄에 심어 가을에 수확한다.

## 요리
- 밀범벅
- 죽떡
- 청둥호박나물(노남과채)
- 호박범벅
- 호박떡
- 호박엿
- 호박죽
- 호박전

## 같이 보기
- 단호박
- 애호박
- 조선호박
- 땅콩호박